# Chủ nghĩa phúc âm
Chủ nghĩa phúc âm (tiếng Anh: evangelicalism), cũng gọi là phái phúc âm hay phong trào Tin Lành phúc âm, là thuật từ thường được dùng để chỉ một trào lưu liên hệ phái thuộc Kháng Cách với các đặc điểm: tập chú vào nỗ lực truyền bá phúc âm, trải nghiệm quy đạo, làm chứng về đức tin cá nhân, và có quan điểm truyền thống về Kinh Thánh, duy trì quan điểm rằng trọng tâm của phúc âm chứa đựng trong giáo lý về sự cứu rỗi bởi đức tin vào sự đền tội của Chúa Giê-xu. Phong trào đạt được đà phát triển mạnh trong các thế kỷ 18 và 19 với sự xuất hiện của phong trào Giám lý và các cuộc Đại Tỉnh thức tại quần đảo Anh và Bắc Mỹ, cũng như chịu ảnh hưởng từ phong trào Sùng tín, Thanh giáo, Giáo hội Trưởng lão và Giáo hội Moravia.

## Từ nguyên
Thuật từ phúc âm (tin lành) có nguồn gốc Hy văn εὐαγγελιον euangelion, nghĩa là "tin tức tốt lành" hay "vui mừng". Từ "phúc âm" ngụ ý bất cứ niềm xác tín nào xưng nhận Chúa Giê-xu là Cứu Chúa. Như vậy, tín hữu phái phúc âm nhận mình là những người tín hữu Cơ Đốc đặt niềm tin của mình trên, được thúc đẩy bởi, và sống theo sự dạy dỗ của thông điệp phúc âm được chép trong Tân Ước.
Thuật từ này cũng thể hiện các đặc trưng của niềm xác tín như nhấn mạnh vào thẩm quyền của Kinh Thánh, sự chết và sự sống lại của Chúa Giê-xu, trải nghiệm qui đạo (được xem là đồng nghĩa với kinh nghiệm được tái sinh trong tâm linh), và tích cực truyền bá phúc âm.
Theo cách dùng ở phương Tây, thuật từ Tin Lành thường được dùng như một từ đồng nghĩa với Kháng Cách (Protestantism), để phân biệt với Công giáo Rôma. Dù vậy, trong lịch sử lâu dài của mình, thuật ngữ này mang một số ý nghĩa cụ thể khác nhau phụ thuộc vào các biến động trong từng thời điểm:
- Tại châu Âu, khi cuộc Cải cách Kháng nghị, còn gọi là Cải cách Tin Lành, diễn ra vào thế kỷ 16, phong trào Luther ban đầu tự gọi mình là "Tin Lành": Martin Luther gọi hội thánh theo khuynh hướng cải cách là evangelische Kirche (Giáo hội Tin Lành).[5] Sau đó phong trào Calvin của Jean Calvin và Huldrych Zwingli cũng bắt đầu dùng thuật từ này. Để phân biệt hai nhóm Tin Lành này, người ta gọi họ là "Tin Lành Luther" (evangelisch-lutherischen) và "Tin Lành Cải cách" (evangelisch-reformierte). Theo thời gian, từ "Tin Lành" dần bị lược bỏ đi trong nhiều trường hợp.
- Kể từ thế kỷ 17, bên trong Giáo hội Anh tồn tại một trào lưu muốn gắn kết Giáo hội với phong trào Cải cách, họ bị chế giễu gọi là Thanh giáo, còn gọi là phái Tin Lành (evangelical party).
- Trong thế giới Anh ngữ, đây là thuật từ thông dụng để chỉ các cuộc phấn hưng tôn giáo (revivalism) như phong trào Giám lý và Đại Tỉnh thức diễn ra tại đảo Anh và Bắc Mỹ trong thế kỷ 18 và thế kỷ 19.
- Vào cuối thế kỷ 20 và đầu thế kỷ 21, thuật từ này còn được dùng để phân biệt họ với một nhóm khác trong cộng đồng Kháng Cách, phong trào tự do (liberalism).

Trong cách sử dụng đương đại tại Bắc Mỹ, thuật từ chủ nghĩa phúc âm (trào lưu tin lành) phản ánh sự va chạm trong cuộc Tranh cãi Cơ yếu–Tân thời (hay Nền tảng–Tân phái) đầu thế kỷ 20. Nhiều người xem thần học phúc âm chủ nghĩa là sự chọn lựa dung hòa giữa một bên là khuynh hướng tân thời của các giáo hội chính lưu, bên kia là khuynh hướng cơ yếu theo đuổi các lập trường truyền thống. Do đó, chủ nghĩa phúc âm thường được miêu tả là "khuynh hướng chủ đạo trong cộng đồng Kháng Cách tại Mỹ, chọn lập trường trung dung giữa những người cơ yếu và các nhóm tự do."

## Lịch sử
Từ cuối thế kỷ 18, những cuộc phục hưng khởi phát trong vòng các giáo phái khác nhau được gọi chung là trào lưu phúc âm.
John Wesley được xem là người có ảnh hưởng lớn trong việc hình thành và phát triển phong trào phúc âm. Khởi phát từ khi Wesley giong ruỗi trên lưng ngựa đi khắp nước Anh để thuyết giáo, phong trào lan truyền sang các khu định cư tại Mỹ, rồi từ đó phát triển đến nhiều nơi trên thế giới, mặc dù Wesley là một mục sư Anh giáo và ông không có ý định tách rời khỏi Anh giáo.

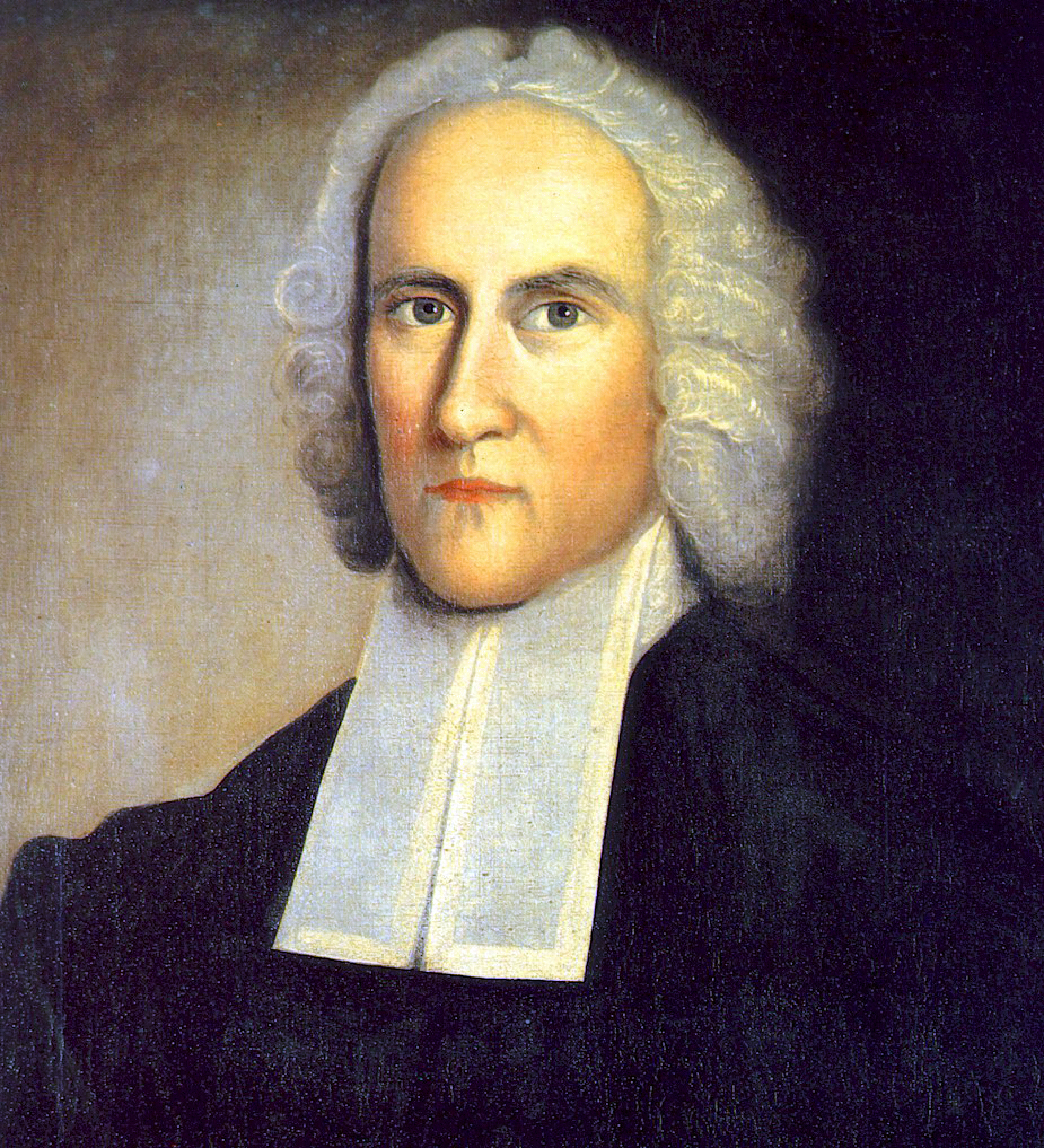
Jonathan Edwards

Ngay sau cuộc Cách mạng Mỹ, giáo hội Giám Lý đầu tiên được thành lập năm 1784, sau khi các chức sắc Anh giáo từ chối phong chức cho các mục sư Mỹ. Những nhà lãnh đạo ban đầu gồm có Francis Asbury, người được George Washington gọi là "Giám mục của nước Mỹ", và Thomas Coke, một nhà lãnh đạo trong công cuộc truyền giáo.
Đến thập niên 1820, đức tin phúc âm chủ nghĩa lan tỏa trên khắp nước Mỹ và tạo lập ảnh hưởng đáng kể trên tiến trình hình thành các định chế xã hội cho đất nước này. Các khái niệm về truyền bá phúc âm, phục hưng hội thánh, và các nguyên tắc chứng đạo đều mang dấu ấn của các nhà truyền bá phúc âm như Charles G. Finney. Tín hữu phúc âm cũng đóng góp tích cực cho nỗ lực cải thiện xã hội Mỹ qua các chương trình cải cách như quảng bá tính tiết độ, các giá trị gia đình, quyền phụ nữ, các hoạt động từ thiện, và phong trào bãi nô.

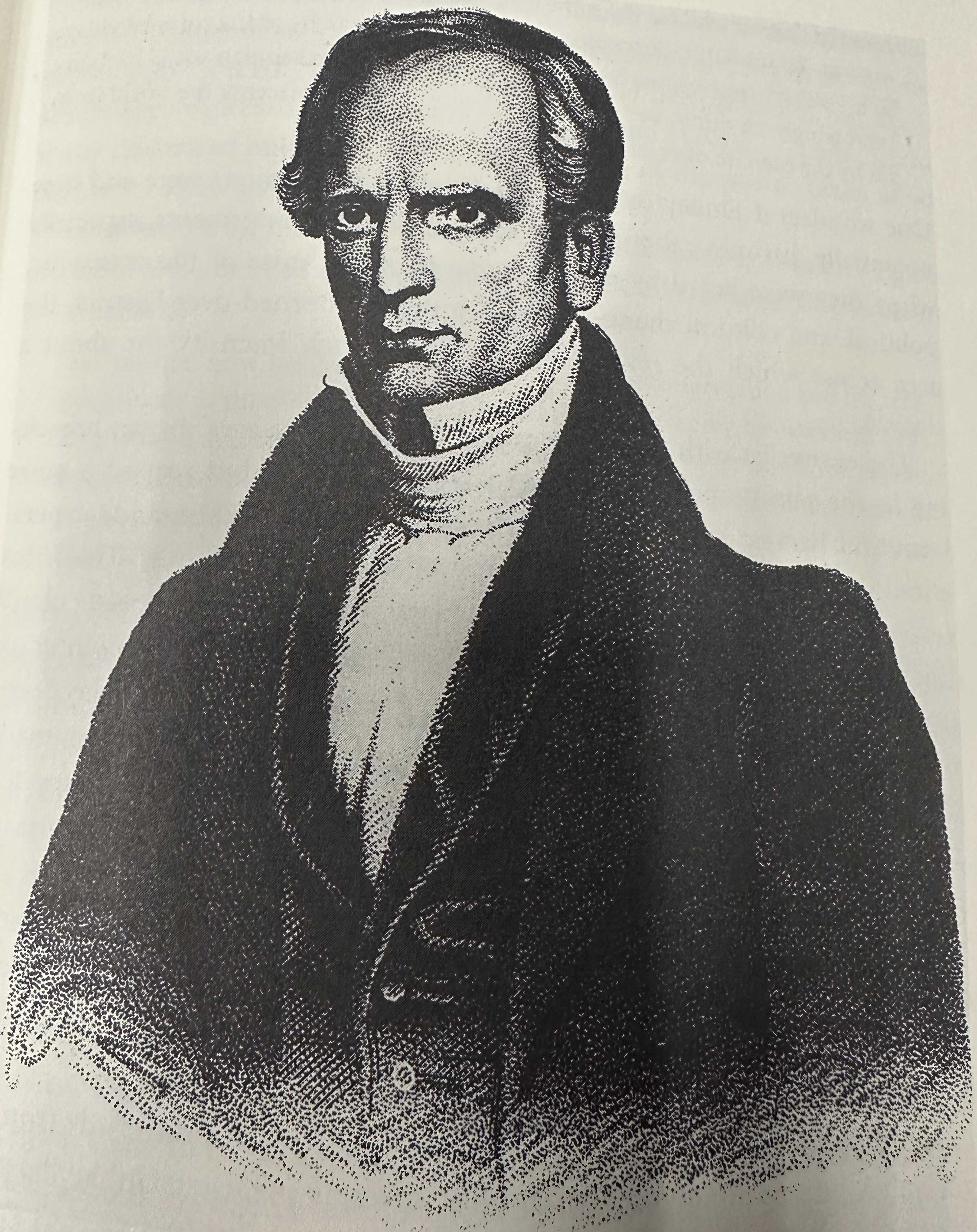
Charles Finney

Đặc điểm của phong trào này là nhấn mạnh vào trải nghiệm qui đạo của mỗi cá nhân, lòng sùng tín và sự chuyên cần nghiên cứu Kinh Thánh. Họ cũng quan tâm đến các vấn đề đạo đức xã hội như sự tiết độ, các giá trị gia đình, và chống chủ trương sở hữu nô lệ. Họ bác bỏ tính hình thức trong thờ phụng và trong thần học, cung cấp cho tín hữu (lay people) và phụ nữ những vai trò quan trọng trong thờ phụng, truyền bá phúc âm, giảng dạy, và lãnh đạo. Họ thường sẵn lòng cộng tác với các giáo phái khác trong công cuộc truyền bá phúc âm.
Những nhân vật quan trọng khác của phong trào phúc âm là: Jonathan Edwards, nhà thần học và thuyết giảng người Mỹ; George Whitefield, nhà thuyết giáo Giám Lý người Anh, và Robert Raikes, người khởi xướng lớp học Trường Chúa Nhật đầu tiên với mục đích giúp ngăn ngừa trẻ em trong những khu phố nghèo sa chân vào cuộc sống tội phạm.

## Giáo thuyết
Kinh Thánh được xem là thẩm quyền tối hậu và đáng tin cậy trong đức tin và sống đạo.
Những giáo thuyết của cuộc Cải cách Kháng nghị như Duy Kinh Thánh (sola scriptura) và Duy Đức Tin (sola fide) được xem là trọng tâm (xem Năm Tín lý Duy nhất). Tính lịch sử của các phép mầu, sự trinh thai, sự đóng đinh, sự phục sinh và sự tái lâm của Chúa Giê-xu được khẳng quyết mặc dù còn có đôi chút khác biệt khi giải thích về ngày tận thế.
Các sử gia và các nhà phê bình thường nêu ra bốn đặc điểm của chủ nghĩa phúc âm:
- Tập chú vào trải nghiệm qui đạo, còn gọi là được cứu rỗi hoặc được tái sinh (Phúc âm Giăng 3: 3, "Nếu một người không được tái sanh, thì không thể thấy Vương quốc của Thiên Chúa"). Do đó, người phúc âm chủ nghĩa thường tự nhận mình là tín hữu được tái sinh.
- Kinh Thánh là cội nguồn của thẩm quyền tôn giáo, là sự mặc khải từ Thiên Chúa.
- Quan tâm đến việc truyền bá phúc âm, theo quan điểm của họ, là chia sẻ niềm tin của mình cho người khác - bằng nỗ lực truyền giáo hay bằng cá nhân chứng đạo.
- Tâm điểm đức tin của tín hữu phúc âm là sự chết của Chúa Cơ Đốc trên thập tự giá để cứu chuộc và tha thứ tội lỗi cho loài người.[9]

Giữa nhiều dị biệt, các tín hữu phúc âm tìm được sự đồng thuận về bốn xác tín:
- Kinh Thánh là vô ngộ (không sai lầm).
- Sự cứu rỗi đến bởi đức tin đặt vào Chúa Giê-xu, không bởi công đức.
- Chỉ những người đủ hiểu biết (từ bảy tuổi trở lên) mới có thể chấp nhận Chúa Giê-xu và công khai xưng nhận đức tin của mình khi chịu lễ báp têm.
- Mỗi tín hữu Cơ Đốc đều có bổn phận truyền bá phúc âm.

## Phát triển

### Thế kỷ 19
Có nhiều nhóm khác nhau trong phong trào phúc âm, một số là nhân tố tích cực trong những phong trào như bãi bỏ chế độ nô lệ, cải thiện lao tù, thiết lập trại mồ côi, xây dựng bệnh viện và thành lập các cơ sở giáo dục.
Năm 1846, tám trăm tín hữu Cơ Đốc đến từ mười quốc gia gặp nhau tại Luân Đôn và thành lập Liên hiệp Phúc âm (Evangelical Alliance). Họ xem đây là "một sự kiện mới trong lịch sử hội thánh, một tổ chức được thành lập nhằm bày tỏ sự hiệp nhất của các cá nhân đang sinh hoạt trong nhiều giáo hội khác nhau". Dù có đôi chút bất đồng về vấn đề nô lệ, tổ chức này là tác nhân tích cực trong việc hình thành nhiều hội đoàn phúc âm cấp quốc gia và khu vực.
Ngày 5 tháng 7 năm 1865, một mục sư Giám Lý, William Booth, thành lập Christian Mission tại Luân Đôn, đến năm 1878, tổ chức này trở thành Cứu Thế Quân (Salvation Army), một tổ chức từ thiện mô phỏng hình thức tổ chức của quân đội, với nhiều đề án xã hội đang được thực hiện tại nhiều nước trên thế giới.

### Thế kỷ 20
Liên hiệp Phúc âm Thế giới (World Evangelical Alliance – WEA) được thành lập năm 1951 bởi các tín hữu từ 21 quốc gia, với mục tiêu kiến tạo sự hợp tác toàn cầu cho cộng đồng phúc âm.
Tham gia tích cực vào các hoạt động xã hội cũng là một đặc điểm của người phúc âm hiện đại, họ nhận ra rằng thái độ co cụm để bảo vệ sự tinh tuyền của đức tin và chủ trương thoả hiệp để hội nhập đều không thích hợp, và họ chọn con đường, theo quan điểm của họ, đã được soi sáng trong Kinh Thánh, "ở giữa thế gian nhưng không thuộc về thế gian". Sự lựa chọn này được thể hiện tích cực trong các đề án xoá nạn mù chữ, nhận con nuôi, ngân hàng thực phẩm, các trung tâm chăm sóc trẻ em cũng như các cuộc vận động chống phá thai và chống việc hợp pháp hoá hôn nhân đồng tính.
Nhiều tín hữu Kháng Cách thuộc những giáo phái chính lưu (mainline hay mainstream) tham gia vào các tổ chức đang nỗ lực đem giáo hội trở về với các giá trị căn bản của Cơ Đốc giáo, được thực hành trong thời kỳ hội thánh tiên khởi, được biết đến dưới tên Phong trào Xưng nhận (Confessing movement). Cùng lúc, Phong trào Cổ Chánh tín (Paleo-Orthodoxy), với mục tiêu tương tự, hoạt động tích cực trong các giáo hội chính lưu, đặc biệt trong các giáo phái Giám Lý, kêu gọi họ trở về với cội nguồn phúc âm của mình.
Phong trào phúc âm khuyến khích tín hữu chuyên cần nghiên cứu Kinh Thánh. Nghi thức thờ phụng của họ thường được tổ chức đơn giản lập nền trên nguyên tắc mọi người đều bình đẳng trước Thiên Chúa.
Bên trong phong trào phúc âm vẫn tồn tại những quan điểm khác nhau về Kinh Thánh, giáo nghi và truyền thống giáo hội - một số không quan tâm đến những truyền thống cổ xưa nhưng tập chú vào tính nghệ thuật và sự sáng tạo. Nhưng nhìn chung, tín hữu phúc âm không tin cậy những định nghĩa về đức tin, thường thay đổi theo những biến thiên của lịch sử, nếu chúng không phù hợp với sự dạy dỗ của Kinh Thánh. Trái với những người quan tâm đến tính hoành tráng của giáo nghi, tín hữu phúc âm chọn cho mình sự đơn sơ và giản tiện trong giáo nghi nhưng kêu gọi sự tham gia tích cực của tín hữu vào lễ thờ phượng. Trong thờ phượng, tín hữu phúc âm thường đặt trọng tâm vào sự luận giải Kinh Thánh và tham dự thánh lễ Tiệc Thánh hơn là những chi tiết cầu kỳ của giáo nghi.

### Chủ nghĩa cơ yếu
Chủ nghĩa cơ yếu hay nền tảng (fundamentalism) hình thành vào đầu thế kỷ 20 như một phản ứng có tính bảo thủ bởi những tín hữu Kháng Cách theo truyền thống, nhằm đối kháng với các trào lưu tân thời (modernism) và tự do (liberalism) đang phát triển mạnh mẽ trong các giáo hội của họ. Những trào lưu này nỗ lực thay đổi các xác tín truyền thống của hội thánh sao cho phù hợp với các giá trị mới của một thế giới luôn luôn thay đổi. Vì vậy, dưới cái nhìn của người cơ yếu, thần học tự do kể trên là mối đe dọa cho đức tin và xã hội khi họ cố thoả hiệp với tư tưởng của Phong trào Khai sáng (Enlightenment) bằng cách bác bỏ những nguyên lý của cuộc Cải cách Kháng nghị.
Bắt đầu có sự tranh chấp trong vòng các giáo phái Kháng Cách, đặc biệt ở Hoa Kỳ và Canada, giữa các nhóm Cơ yếu và Tân thời. Nhiều người cơ yếu rút lui khỏi các giáo hội và định chế chịu ảnh hưởng của tư tưởng tân thời. Những người khác quyết định ở lại và hoạt động bên trong giáo phái của mình để duy trì và phát triển đức tin truyền thống. Những người này tự gọi mình theo "tân chủ nghĩa phúc âm".

### Tân chủ nghĩa phúc âm

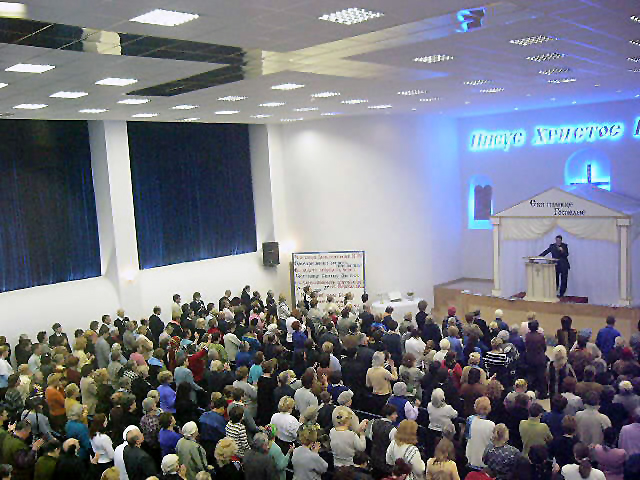
Nhà thờ Phúc âm tại Nga

Trong thập niên 20 và 30 của thế kỷ 20, tân chủ nghĩa phúc âm (neo-evangelicalism) hay chủ nghĩa phúc âm hiện đại, đến phiên mình, là phản ứng của những người Kháng Cách truyền thống đối với chủ trương biệt lập của phong trào cơ yếu. Năm 1947, Harold Ockenga sử dụng thuật từ Tân chủ nghĩa phúc âm để phân biệt phong trào này với trào lưu cơ yếu. Lúc ấy có sự bất đồng bên trong phong trào Cơ yếu về lập trường cần có của hội thánh đối với một thế giới vô tín. Những người phúc âm khuyến khích tín hữu chọn thái độ tham gia tích cực để góp phần kiến tạo một xã hội tốt đẹp hơn, đồng thời bày tỏ sự quan ngại đối với chủ trương "co cụm để phòng thủ" của các nhóm cơ yếu. Theo cách miêu tả của Kenneth Kantzer vào lúc ấy, lập trường cơ yếu đã trở thành "một sự phiền toái thay vì là một niềm vinh dự".
Tín hữu phúc âm hiện đại xem trào lưu tân thời và tự do trong các giáo hội Kháng Cách là tự chối bỏ xác tín của mình để thoả hiệp với nhân sinh quan và các giá trị của thế gian. Mặt khác, họ cũng cho rằng việc những người cơ yếu chủ trương biệt lập và bác bỏ phong trào Phúc âm Xã hội là một thái độ cực đoan. Theo nhận xét của họ, người tân thời là người phúc âm đã đánh mất cội rễ của đức tin, và người cơ yếu là người phúc âm đã đánh mất lòng nhân ái của Chúa Cơ Đốc. Họ tin rằng phúc âm cần phải được tái khẳng định và tái công bố trong một cung cách mới. Vì vậy, xuất hiện thuật ngữ Neo – mới hoặc được làm cho mới.
Họ tìm cách tham gia vào thế giới hiện đại với thái độ tích cực, không phải để thoả hiệp – vẫn giữ mình khỏi tinh thần thế tục nhưng không tách rời khỏi thế gian – họ chọn con đường trung dung giữa khuynh hướng tân thời và khuynh hướng cơ yếung.
Ngày nay, với ảnh hưởng rộng lớn trong cộng đồng Kháng Cách, tân chủ nghĩa phúc âm được gọi ngắn gọn là chủ nghĩa phúc âm, đại diện cho những tín hữu Cơ Đốc liên kết đức tin của mình với các giá trị truyền thống của hội thánh tiên khởi.

## Các tổ chức xuyên giáo phái

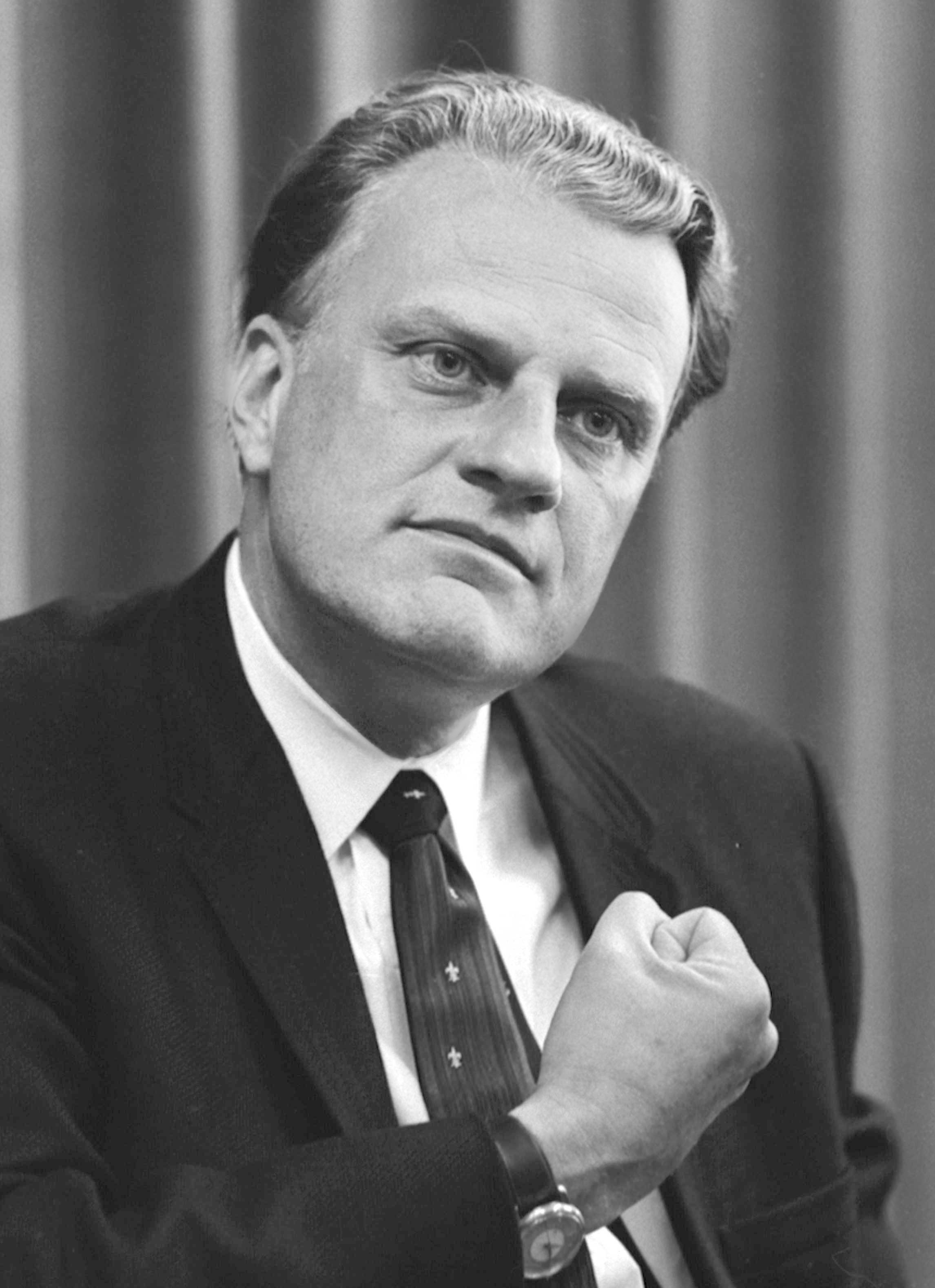
Billy Graham, năm 1966

Tín hữu phúc âm, từ các giáo phái khác nhau, thường tìm kiếm sự hợp tác vượt qua ranh giới giáo phái nhằm hỗ trợ cho các nỗ lực truyền giáo và truyền bá phúc âm, lại thường có thái độ e dè đối với các định chế mang tính giáo phái. Kết quả là xuất hiện nhiều tổ chức hoặc hội đoàn, dựa trên giáo hội nhưng không phụ thuộc vào giáo hội, được thành lập với các mục tiêu riêng biệt, được gọi là các tổ chức xuyên giáo phái (parachurch organizations).
Các nhóm này hoạt động đồng bộ (para-) với các giáo hội. Qua nhiều tổ chức khác nhau, một trong những chức năng của họ là đóng vai trò cầu nối giữa giáo hội và nền văn hoá bản địa. Hình mẫu này khởi nguồn từ cuộc Đại Tỉnh thức lần thứ hai trong thế kỷ 19, dần dần được hoàn chỉnh vào hạ bán thế kỷ 20.
Với mô hình các tổ chức không vụ lợi hoặc các hội đoàn tư nhân, hoạt động như một phần của phong trào phúc âm mà không nhận sự tài trợ của giáo hội, cũng không dẫm chân vào các lãnh vực truyền thống của giáo hội. Các tổ chức xuyên giáo phái chú trọng vào tính hiệu quả của công việc cũng như tinh thần cộng tác nhằm hoàn thành một số sứ mạng đặc biệt, trên quy mô quốc gia hoặc quốc tế, mà các nhà thờ riêng lẻ không có khả năng thực hiện.
Một số hội đoàn hoặc tổ chức được xem là hình mẫu cho các tổ chức xuyên giáo phái:
- Hiệp hội truyền bá Phúc âm (theo khuôn mẫu của Hiệp hội Billy Graham).
- Các tổ chức truyền bá phúc âm và bồi linh như The Navigators, Campus Crusade for Christ.
- Những nhà xuất bản sách báo và âm nhạc, đài phát thanh, truyền hình, hãng phim và internet.
- Các học viện, trung tâm nghiên cứu, trường trung học và đại học.
- Các nhóm hoạt động chính trị và xã hội.
- Các nhóm tương trợ.
- Các nhóm nghiên cứu Kinh Thánh.

Theo một cuộc khảo sát (Green) thực hiện năm 1992, phong trào phúc âm là thành phần đông đảo nhất và năng động nhất trong cộng đồng Cơ Đốc giáo tại Hoa Kỳ và Canada (vượt qua Công giáo La Mã và các nhóm Kháng Cách khác không theo chủ nghĩa phúc âm).

## Toàn cầu
Trên toàn cầu, cùng với phong trào Ngũ Tuần, phúc âm là phong trào phát triển mạnh nhất và có nhiều ảnh hưởng nhất trong cộng đồng Cơ Đốc giáo. Tốc độ phát triển là đặc biệt nhanh ở châu Phi và Mỹ Latinh. Tại những nơi này, phong trào phát triển theo hướng đa dạng vì không phụ thuộc vào các giáo hội tại châu Âu hoặc Bắc Mỹ.

### Liên hiệp Phúc âm Thế giới
Liên hiệp Phúc âm Thế giới (World Evangelical Alliance) là

một mạng lưới các giáo hội có mặt trên 127 quốc gia, tại mỗi nước đều có liên hiệp phúc âm cấp quốc gia, với hơn 100 tổ chức quốc tế cùng nhau hội hiệp để lập nên một thiết chế toàn cầu, một tiếng nói và diễn đàn cho hơn 420 triệu tín hữu phúc âm.

### Hoa Kỳ

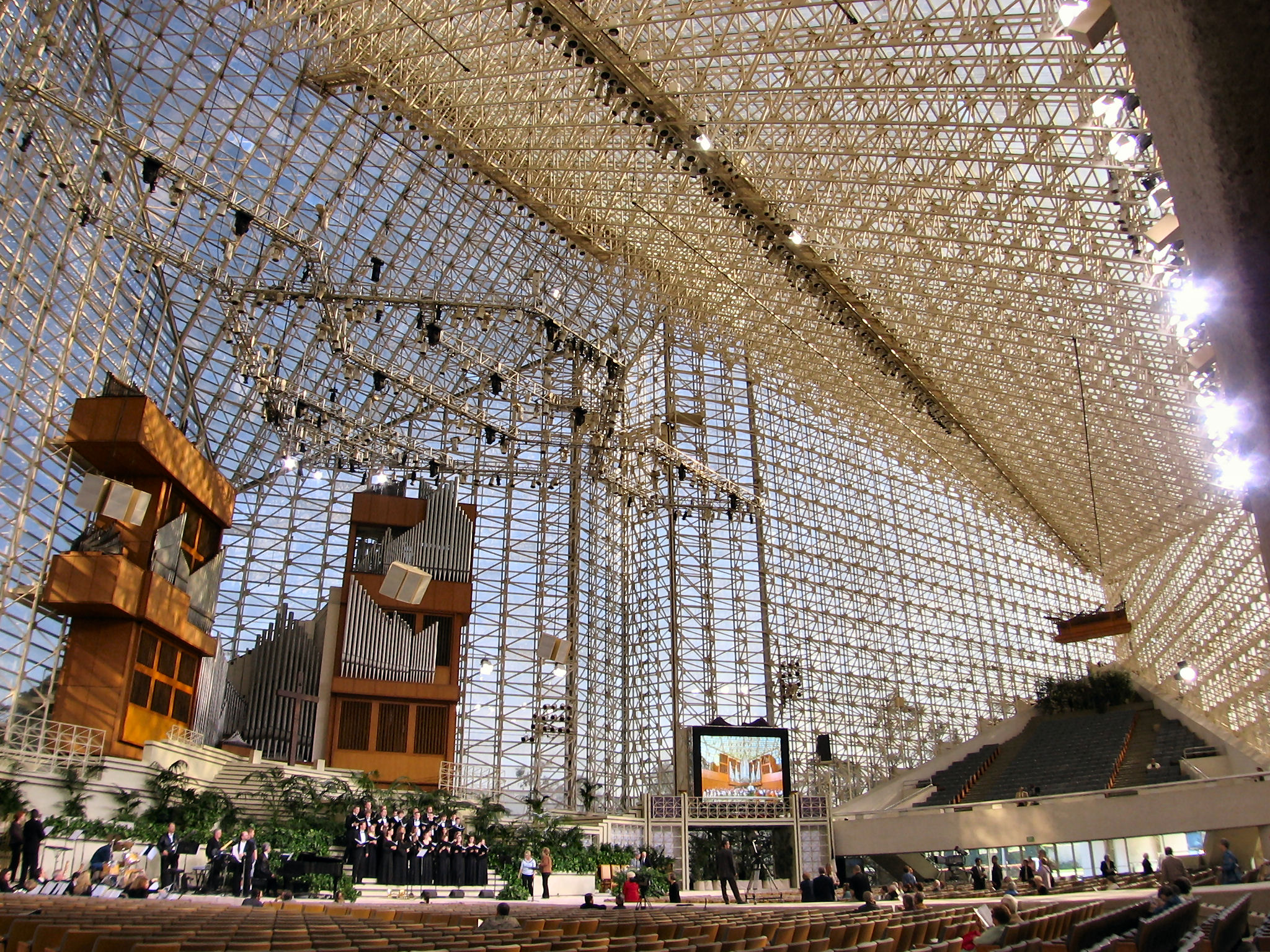
Crystal Cathedral do Mục sư Robert Schuller thành lập từng là hình ảnh tiêu biểu cho một đại giáo đoàn.

Nhóm Nghiên cứu Barna chuyên thực hiện các cuộc khảo sát trong cộng đồng Cơ Đốc giáo tại Hoa Kỳ, trong năm 2004 đã phổ biến chín câu hỏi nhằm xác định xem người trả lời có thật sự chấp nhận quan điểm thần học của chủ nghĩa phúc âm hay không. Bảy trong số các câu hỏi này là:
1. Bạn có phải là tín hữu Cơ Đốc đã được tái sinh?
2. Đức tin là yếu tố rất quan trọng trong cuộc đời bạn?
3. Bạn có tin vào trách nhiệm của mỗi cá nhân phải chia sẻ niềm tin tôn giáo của mình vào Chúa Cơ Đốc với những người không phải tín hữu Cơ Đốc?
4. Bạn có tin vào sự hiện hữu của Satan?
5. Bạn có tin rằng sự cứu rỗi để được hưởng sự sống vĩnh cửu là chỉ có được bởi ân điển, không phải bởi công đức?
6. Bạn có tin Chúa Giê-xu Cơ Đốc không hề phạm tội trong những năm ngài sống trên thế gian?
7. Bạn có tin Thiên Chúa là đấng toàn tri, toàn năng, là thần, là đấng tạo dựng vũ trụ và ngài đang tể trị?[17]

Nhiều người xem đây là những tiêu chí thẩm định đức tin của tín hữu Cơ Đốc thuộc trào lưu phúc âm.
Theo các cuộc khảo sát của Gallup, năm 1976 có 34% người Mỹ nhận mình là tín hữu Kháng Cách theo khuynh hướng phúc âm. Tỷ lệ này là 33% trong hai năm 1987 và 1988 (thời điểm bùng nổ những vụ tai tiếng liên quan đến các nhà thuyết giáo Ngũ Tuần). Đến năm 1998 tăng lên 47%. Con số này trong năm 2000 và 2001 lần lượt là 45% và 40%. Dựa trên những kết quả khảo sát kéo dài trong nhiều năm, Gallup ước tính có gần 39% dân số Hoa Kỳ nhận mình là tín hữu khuynh hướng phúc âm.